# Jean-Louis Antoine Rouvelet
Jean-Louis Antoine Rouvelet est un homme politique français né le 6 janvier 1766 et mort à une date inconnue.

## Biographie
Administrateur du département de l'Aveyron puis procureur syndic de Millau, il est proscrit pendant la Terreur puis rétabli dans ses fonctions après le 9 thermidor. Il est élu député de l'Aveyron au Conseil des Cinq-Cents le 24 germinal an VI, siégeant avec les modérés. Rallié au coup d'État du 18 Brumaire, il siège au corps législatif jusqu'en 1802.

## Sources
- « Jean-Louis Antoine Rouvelet », dans Adolphe Robert et Gaston Cougny, Dictionnaire des parlementaires français, Edgar Bourloton, 1889-1891 [détail de l’édition]